# Тюмень (Алтайский край)
Тюме́нь — село в Троицком районе Алтайского края. Входит в состав Беловского сельсовета.

## История
Основано в 1925 году. В 1928 году выселок состоял из 77 хозяйств, основное население — русские. В административном отношении входил в состав Беловского сельсовета Больше-Реченского района Бийского округа Сибирского края.

## Население
| 1926 | 1997 | 1998 | 1999 | 2000 | 2001 |
| ---- | ---- | ---- | ---- | ---- | ---- |
| 462  | ↘336 | ↗337 | ↘309 | ↘300 | ↗304 |
| 2002 | 2003 | 2004 | 2005 | 2006 | 2007 |
| ↗305 | ↘288 | ↘259 | ↗261 | ↘238 | ↘237 |
| 2008 | 2009 | 2010 | 2011 | 2012 | 2013 |
| ↘232 | ↗238 | ↗242 | ↘240 | ↘238 | ↗243 |

### Национальный состав
Согласно результатам переписи 2002 года, в национальной структуре населения русские составляли 98 %.